# Tessy Ebosele
Tessy Ebosele Ebosele (Marocco, 28 luglio 2002) è una lunghista e triplista spagnola.

## Biografia
Nata in Marocco da genitori nigeriani, originari di Benin City, quando aveva un anno e mezzo è arrivata in Spagna con una barca insieme alla madre Evely, risiedendo a Vitoria ad Álava. Ha iniziato con la ginnastica ritmica prima di passare a 13 anni all'atletica leggera.

## Progressione

### Salto in lungo
| Stagione | Misura     | Luogo                 | Data       | Rank. Mond. |
| -------- | ---------- | --------------------- | ---------- | ----------- |
| 2024     | 6,53 m (i) | Antequera             | 4-2-2024   |             |
| 2023     | 6,80 m     | Castellón de la Plana | 14-6-2023  |             |
| 2022     | 6,42 m     | Castellón de la Plana | 16-6-2022  |             |
| 2021     | 6,63 m     | Tallinn               | 18-7-2021  |             |
| 2020     | 6,15 m (i) | San Sebastián         | 27-12-2020 |             |
| 2019     | 6,07 m     | Castellón de la Plana | 22-6-2019  |             |
| 2018     | 5,57 m     | Ordizia               | 7-7-2018   |             |
| 2017     | 5,05 m     | Vitoria               | 28-5-2017  |             |

### Salto triplo
| Stagione | Misura      | Luogo      | Data      | Rank. Mond. |
| -------- | ----------- | ---------- | --------- | ----------- |
| 2022     | 13,63 m     | Orano      | 2-7-2022  |             |
| 2021     | 13,63 m     | Nairobi    | 20-8-2021 |             |
| 2020     | 13,40 m     | Madrid     | 4-10-2020 |             |
| 2019     | 13,36 m (i) | Antequera  | 16-2-2019 |             |
| 2018     | 13,23 m     | Gijón      | 23-6-2018 |             |
| 2017     | 11,74 m (i) | Antequera  | 19-3-2017 |             |
| 2016     | 11,31 m     | Granollers | 10-7-2016 |             |

## Palmarès
| Anno | Manifestazione          | Sede     | Evento         | Risultato      | Prestazione | Note                          |
| ---- | ----------------------- | -------- | -------------- | -------------- | ----------- | ----------------------------- |
| 2021 | Europei U20             | Tallinn  | Salto in lungo | Argento        | 6,63 m      | Miglior prestazione personale |
| 2021 | Europei U20             | Tallinn  | Salto triplo   | Qualificazione | nm          |                               |
| 2021 | Mondiali U20            | Nairobi  | Salto in lungo | 5ª             | 6,46 m      | [ 2 ]                         |
| 2021 | Mondiali U20            | Nairobi  | Salto triplo   | Argento        | 13,63 m     | [ 3 ]                         |
| 2022 | Giochi del Mediterraneo | Orano    | Salto triplo   | Bronzo         | 13,63 m     | =                             |
| 2022 | Mediterraneo U23        | Pescara  | Salto in lungo | Bronzo         | 6,31 m      |                               |
| 2023 | Europei U23             | Espoo    | Salto in lungo | Bronzo         | 6,63 m      |                               |
| 2023 | Mondiali                | Budapest | Salto in lungo | 8ª             | 6,62 m      | [ 4 ] [ 5 ]                   |
| 2024 | Europei                 | Roma     | Salto in lungo | 19ª (q)        | 6,47 m      |                               |
| 2024 | Giochi olimpici         | Parigi   | Salto in lungo | 30ª (q)        | 6,09 m      |                               |

## Campionati nazionali
- 1 volta campionessa nazionale spagnola del salto in lungo (2023)

2021
- Bronzo ai campionati spagnoli (Getafe), Salto in lungo - 6,61 m
- Bronzo ai campionati spagnoli (Getafe), Salto triplo - 13,36 m

2022
- Bronzo ai campionati spagnoli (Nerja), Salto in lungo - 6,21 m

2023
- Argento ai campionati spagnoli indoor (Madrid), Salto in lungo - 6,57 m
- Oro ai campionati spagnoli (Torrent), Salto in lungo - 6,89 m

2024
- Argento ai campionati spagnoli indoor (Ourense), Salto in lungo - 6,34 m